# Дахлак (остров)
Дахла́к, Дахлак-Кебир (англ. Dahlak Kebir) — крупнейший остров архипелага Дахлак в Красном море у берегов Эритреи, также самый большой остров государства. Ранее назывался Дахлак-Десет. Площадь — 643 км² , самая высокая точка — 123 метра. Население острова насчитывает около 2500 человек. Жители острова говорят на дахлике.

## История
Деревня Нокра находится в западной части острова и известна древними резервуарами для хранения воды и некрополем, который датируется, как минимум, 912 годом н. э. Остров также известен своими окаменелостями. Среди других достопримечательностей острова — развалины доисламского периода в Аделе (Adel), фауна и мангровые болота.

## Экономика
Основными занятиями населения на острове являются рыбалка, сбор морских огурцов и туризм.
На острове построен крупный туристический комплекс с гостиницами.
На паромах с острова можно попасть в порт Массауа и на ряд островов меньшего размера.